# Nationaal Ruimtevaart Museum
Het Nationaal Ruimtevaart Museum is een Nederlands museum dat gewijd is aan de geschiedenis van de bemande en onbemande ruimtevaart. Het is gevestigd in het gebouw van het Luchtvaartmuseum Aviodrome bij Lelystad Airport.

## Het Museum
Het Nationaal Ruimtevaart Museum (NRM) is sinds 2004 verantwoordelijk voor de inrichting en het beheer van de permanente ruimtevaartexpositie en is gehuisvest in het Luchtvaartmuseum Aviodrome op Lelystad Airport. Onder meer zijn hier opgesteld de eerste Nederlandse satelliet ANS en zijn opvolger IRAS, een Geminicapsule op ware grootte, en alles over de vluchten van André Kuipers (lid van de NRM-adviesraad) in 2004 en 2011. Ook wordt er een inkijk gegeven in het International Space Station (ISS).

## Geschiedenis van het museum

### 1958-1997
De basis voor het Nationaal Ruimtevaart Museum is gelegd in 1958, toen de nog jonge ruimtevaart-enthousiasteling Henk van Wezel begon met het verzamelen van modellen, literatuur, astronautenfoto's met handtekeningen en andere curiosa van de toen nog jonge ruimtevaart. Door middel van een zich uitbreidend netwerk van vrienden en bekenden op dit terrein groeide de verzameling in de loop der jaren tot een collectie van belang.
Jarenlang had Van Wezel een kleine ruimtevaartexpositie op twee slaapkamers van zijn huis in Lelystad, in totaal 18 vierkante meter. 10 januari 1984 is zijn Amateur Ruimtevaartmuseum "Van vuurpijl tot Space Shuttle" op de zolder van zijn woning geopend voor publiek. Geïnteresseerden konden schriftelijk of telefonisch een bezoekafspraak maken. 23 maart 1989 is de "Stichting Ruimtevaart Museum" opgericht. Het bestuur van zijn stichting Ruimtevaartmuseum, ook wel "Nationaal Ruimtevaart Museum" genoemd, werd voornamelijk gevormd door familieleden. Het aantal bezoekers was hooguit enkele honderden per jaar, maar als zo nu en dan (via de bewegwijzering in Lelystad) een volle toerbus bij zijn kleine woning verscheen, had hij een aanzienlijk probleem. Daarom werd besloten te zoeken naar een ruimere accommodatie.

### 1997-2003
Er werd een professioneel bestuur aangesteld onder voorzitterschap van Evert van der Werk. Bovendien werd een tijdelijk onderkomen gevonden aan de Kempenaar in Lelystad, waarin al de stichting Jet (Jeugd en Techniek) was gehuisvest. Hier kreeg een gedeelte van de verzameling ongeveer 100 vierkante meter ter beschikking. Op 20 september 1997 werd de opening verricht door Wubbo Ockels, de eerste Nederlandse ruimtevaarder, in aanwezigheid van de commissaris van de Koningin van Flevoland en de burgemeester van Lelystad.
In dit museum is op kleine schaal de geschiedenis van de ruimtevaart te zien geweest: vele tientallen modellen van raketten en ruimteschepen, historische foto's, de ruimtepakken van Joeri Gagarin en Neil Armstrong, ruimtevoedsel en een weegschaal die het verschil in gewicht op Aarde, de Maan en Jupiter laat zien. Doorlopend werden er video's vertoond. Hiermee werd een blik op de geschiedenis van de ruimtevaart geworpen, maar ook niet meer dan dat. Vanwege het ruimtegebrek werden de vele aspecten van ruimtevaart, zoals bemande- en onbemande ruimtevaart en planetenonderzoek maar heel oppervlakkig getoond. In juni 2003 werd de locatie op de Kempenaar gesloten omdat de gemeente Lelystad voornemens was het pand te slopen.
Tussen 1997 en 2002 is door het bestuur een relatie met het toenmalige luchtvaartmuseum Aviodome op Schiphol tot stand gekomen. Overleg met het bestuur van de Aviodome resulteerde in een intentieverklaring die op 3 november 1999 werd ondertekend. Aviodome en het Ruimtevaart Museum gaven in deze intentieverklaring aan nauw met elkaar te willen samenwerken.

### 2003-heden
De sluiting van het pand aan de Kempenaar en de verhuizing van de Aviodome naar Lelystad Airport (onder de nieuwe naam Nationaal Luchtvaart-Themapark Aviodrome), resulteerden in mei 2003 tot een samenwerkingsovereenkomst tussen Aviodrome en het Ruimtevaart Museum. Op basis hiervan werd in het hoofdgebouw van Aviodrome een nieuwe, bescheiden ruimtevaartexpositie gerealiseerd, die in april 2004 werd geopend door de tweede Nederlandse ruimtevaarder, André Kuipers.

## Lezingen
Het Nationaal Ruimtevaart Museum verzorgt iedere maand, meestal op de eerste zaterdag, een lezing over aan ruimtevaart gerelateerde, of sterrenkundige onderwerpen. Tijdens de coronacrisis werden de lezingen online verzorgd, samen met de Nederlandse Vereniging voor Ruimtevaart (NVR). Incidenteel worden lezingen nu ook nog als webinar online verzorgd, maar in de regel zijn de lezingen in een van de zalen van het Luchtvaartmuseum Aviodrome te volgen.

## De toekomst
Het Nationaal Ruimtevaart Museum streeft naar een permanente aanwezigheid binnen het Luchtvaartmuseum Aviodrome, midden in de wereld van de lucht- en ruimtevaart en blijft voortdurend werken aan uitbreiding en verbetering van de aandacht voor het thema ruimtevaart bij Aviodrome. Ruimtevaart komt tenslotte voort uit de luchtvaart.